# Michelle Carter
Michelle Denee Carter (San José (California), Estados Unidos, 12 de octubre de 1985) es una atleta estadounidense que compite en lanzamiento de peso, campeona olímpica en Río de Janeiro 2016.
En el año 2016 recibió el Premio Jackie Joyner-Kersee que se otorga a la mejor atleta estadounidense.

## Palmarés
| Año  | Competición      | Lugar          | Medalla        | Categoría           |
| ---- | ---------------- | -------------- | -------------- | ------------------- |
| 2016 | Juegos Olímpicos | Río de Janeiro | Medalla de oro | lanzamiento de bala |